# Castlewood Orb

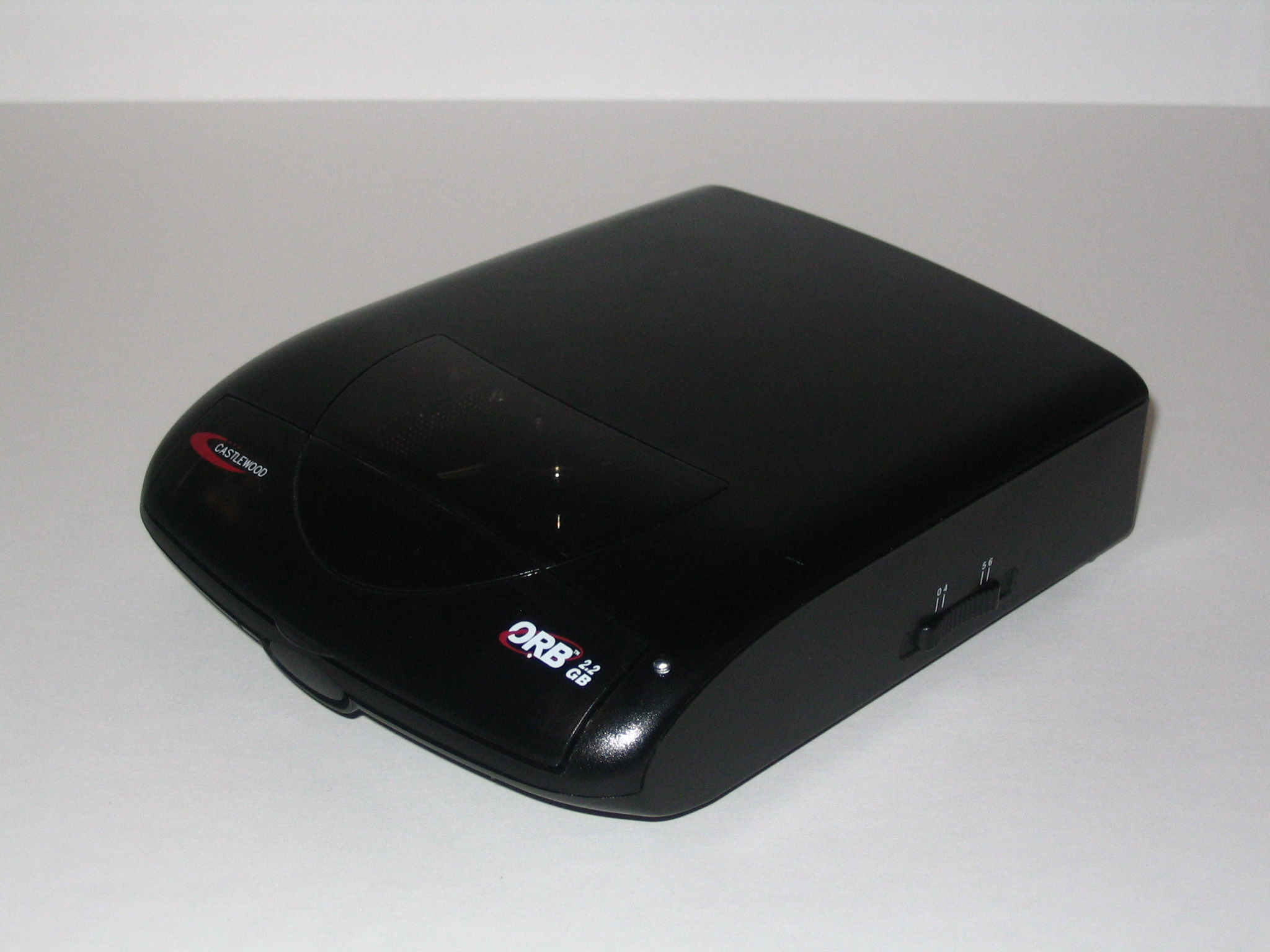
Unitat Orb extern SCSI

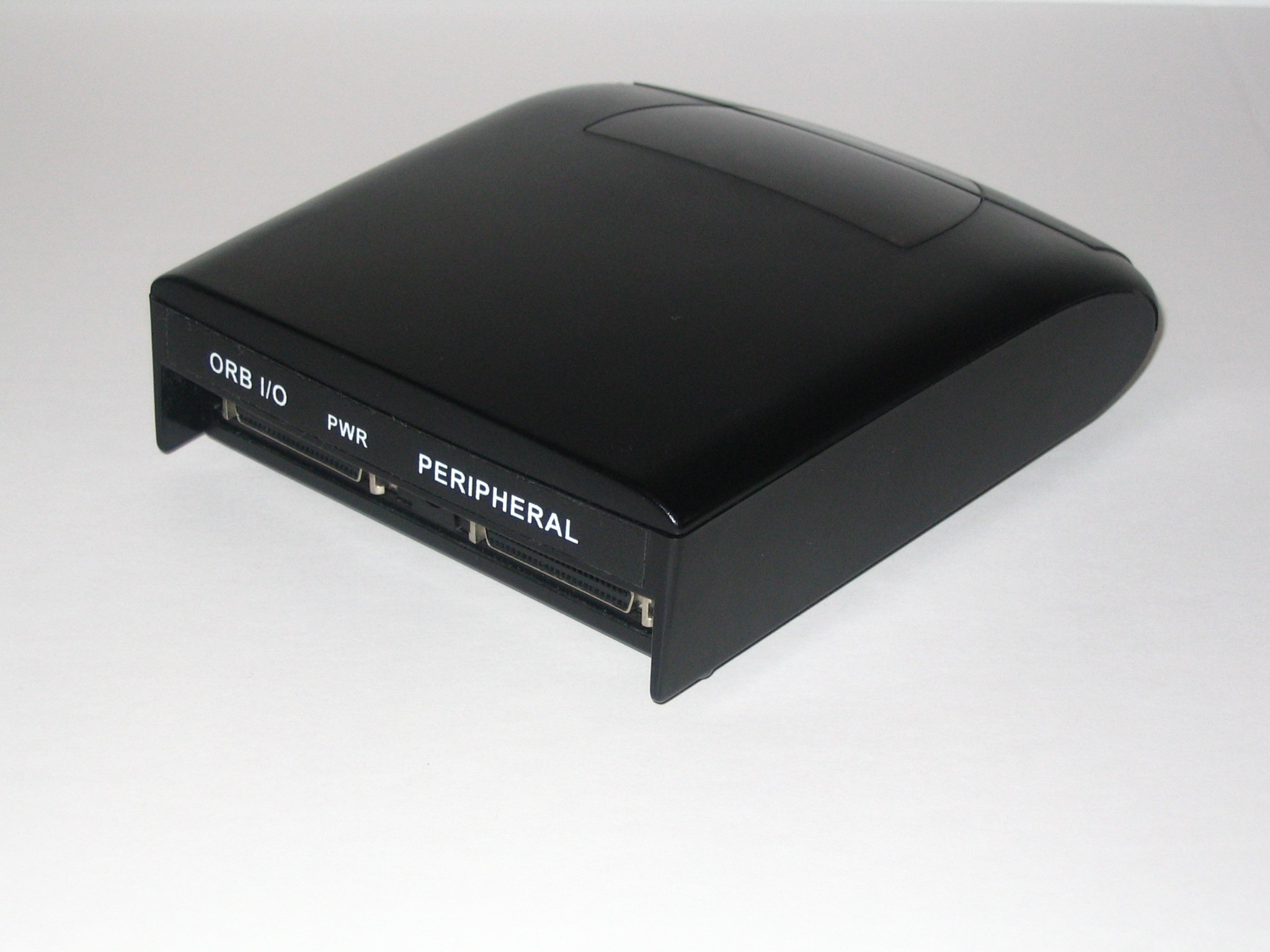
Unitat Orb externa SCSI, vista posterior

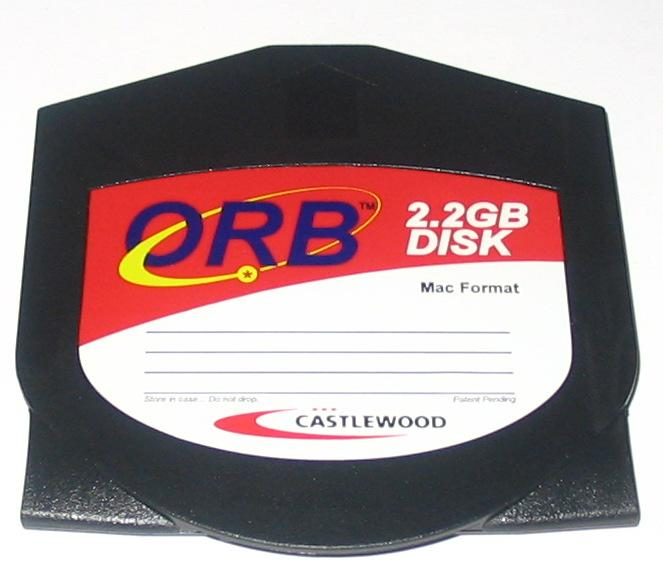
Disc Orb de 2,2 GB

El  disc Orb  (oficialment  Orb Drive ) és una unitat removible d'emmagatzematge massiu en format 3,5 polzades. Va ser creat per  Castlewood Systems  a 1999. Originalment la seva capacitat era de 2,2 GB, però una segona versió llançada a 2001 arribava una capacitat de 5,7 GB, i és capaç de llegir/escriure els cartutxos de 2,2 GB.
Hi ha fotos de la fira COMDEX '97 en què es veuen unitats de 2,16 GB. Això és degut al fet que en format FAT16 aquesta és la capacitat de l'ORB, mentre que a FAT32 i NTFS és de 2,2 GB.
La unitat lectograbadora es va distribuir com interna EIDE o SCSI i com externa SCSI, de port paral·lel, USB o FireWire. Aquestes tres últimes eren per dins unitats EIDE o SCSI amb una placa adaptadora a la interfície usada.
L'ORB surt a competir pel mercat del removible de gamma alta en directa competència amb la Iomega Jaz (2 GB contra 2,2 GB) i les unitats de Disc magneto-òptic d'alta capacitat. Però abans del 2000, tota la categoria de discs removibles queden obsolets causa de la caiguda dels preus de les unitats i consumibles CD-R i CD-RW, i després de 2006, de les unitats de disc d'estat sòlid (Pendrives de Memòria USB i els diferents formats de targetes de memòria Flash).
A Espanya només se'l coneix per reportatges en revistes angleses i nord-americans. El mercat del removible se centra en equips de creatius de disseny i impremtes d'arts finals, que prefereixen els magneto-òptics per la seva resistència als camps magnètics, i fins i tot segueixen utilitzant unitats SyQuest per saber que la impremta disposa d'ells.
Té suport (nadiu o mitjançant drivers) dels sistemes operatius:
- Microsoft MS-DOS 5.0 o superior
- Windows 3.1x
- Windows 95
- Windows 98
- Windows Me
- Windows NT 4.0 (amb Service Pack 4 o superior)
- Windows 2000
- OS/2 4.0
- Mac OS 7.5.5 o superior per al de 2,2 GB
- Mac OS 8.6 o superior per al de 5,7 GB

| Capacitat                          | 2/2 GB                                                                       | 5,7 GB                             |
| Temps mitjà de cerca               | 10ms lectura/12 ms escriptura                                                | 11 ms lectura/12 ms escriptura     |
| Taxa de transferència màxima       | 12,2 MB/segon                                                                | 17,35 MB/segon                     |
| Taxa de transferència màxima burst | 20 MB/segon                                                                  | 66 MB/segon                        |
| Velocitat de rotació               | 5400 rpm                                                                     | 5400 rpm                           |
| Cap lectora                        | M Agneta R esistiva ( MR )                                                   | G iant M Agneta R esistiva ( GMR ) |
| CPU                                | DSP MIPS 25 MHz                                                              | DSP MIPS 30 MHz                    |
| Temps d'arrencada                  | - 6 segons d'arrencada del motor - 10 segons per lectura - 15 per escriptura | 25 segons                          |
| Temps de parada                    | 6 segons                                                                     | 8 segons                           |
| Vida estimada del consumible       | 5 anys                                                                       | 5 anys                             |
| Vida estimada de la unitat         | 20 anys                                                                      | 20 anys                            |

## CastleWood Systems
El fabricant de la Unitat Orb va ser l'empresa dels Estats Units  Castlewood Systems . Estava formada per diversos empleats de SyQuest Technology. Al cap de poc del llançament de l'Orb, SyQuest interposar una demanda legal contra Castlewood.
Castlewood s'ha acollit al Capítol 7 de la legislació dels Estats Units per declarar-se en fallida i ja no opera més.